# Episinus conifer
Episinus conifer är en spindelart som först beskrevs av Arthur Urquhart 1886.  Episinus conifer ingår i släktet Episinus och familjen klotspindlar. Inga underarter finns listade i Catalogue of Life.